# 张元勋 (1933年)
张元勋（1933年7月2日—2013年4月12日），祖籍江苏省赣榆县青口镇，曾任曲阜师范大学教授，中国楚辞学家。

## 生平
1954年，张元勋于青岛一中高中毕业，后考入北京大学中文系文学专业。1956年秋，《北大诗刊》停办，他与林昭等人成为《红楼》编委。1957年中国共产党发起大鸣大放运动，而后发展为反右整风运动。因担任北京大学学生自办的刊物《广场》的主编，撰写《广场发刊词》、《编后记》，以及与沈泽宜等合写短诗《是时候了》等大字报而被划为“极右派”，遭受轮番批斗。1957年12月25日张元勋被逮捕，北京市中级人民法院以反革命罪判处有期徒刑八年，剥夺政治权利五年。张元勋被押送于北京南郊之团河农场、河北省宁河县之茶淀清河农场等地区进行劳动改造。1965年刑满，继续留在清河农场，接受“无产阶级专政”，顶着“反革命分子”的“帽子”在劳动机关的管制下劳动。
文化大革命开始后，张元勋被押送到山东省劳改队所属的章丘埠村煤矿，在煤井下挖煤四年；1966年5月6日，刑满释放但仍在管制中的张元勋由山东奔赴上海，以“未婚夫”之名给在提篮桥监狱中的林昭探监。受此牵连，张元勋被单独关押138天，险些丧命。1970年又被押送至山东济宁“六四”劳改农场，继续劳动改造。1977年，“四人帮”倒台，对张元勋的监管得到政策性的放松。同年秋天，张元勋经其组织批准与来自山东农村的女青年马用强结婚。1979年11月24日，北京市中级人民法院作出平反裁决，推翻1957年的判决，宣告张元勋无罪。
张元勋后经由北京大学党委决定，依照“就地安置”的原则被安排到曲阜师范大学中文系任教，历任助教、讲师、副教授、教授，并担任先秦两汉六朝文学专业硕士研究生导师，直至1994年退休。张元勋在先秦文学楚辞研究领域有颇高造诣，所著《关于屈原放逐的辨证》、《论二湘、二司及九歌的篇章结构》两文，分获山东省社会科学优秀成果奖、山东省教育厅社会科学优秀成果奖，并被《人民日报海外版》转载。其著有23万字的《九歌十辨》成为楚辞学研究的重要资料。2013年4月12日，张元勋去世。其遗体告别仪式于14日上午在曲阜师大举行，北大中文系挽祭。